# Trend Import-Export
Trend Import-Export este o companie de distribuție și servicii IT din România.
Compania a fost înființată în 1991 și s-a axat inițial pe zona de distribuție de echipamente, dar din 2008 a început să se orienteze către servicii software.
Trend Import-Export lucrează în zona de distribuție și cea de servicii cu companii precum Cisco Systems, Linksys, Microsoft, Lenovo, Oracle, AVG și Hitachi.
Acționarii firmei sunt Tudor Iliescu cu 34% din companie, Alexandru Ionasek (33%) și Ilie Anghel (33%).
Număr de angajați în 2011: 45
Cifra de afaceri:
| Anul          | 2010 | 2009 | 2008 |
| ------------- | ---- | ---- | ---- |
| milioane euro | 14,3 | 11   | 26,9 |